# Devlet Bahçeli
Devlet Bahçeli (Bahçe, 1 de enero de 1948) es un político turco, presidente del ultraderechista Partido de Acción Nacionalista (MHP) desde el 6 de julio de 1997.
Un académico en economía en la Universidad Gazi en Ankara hasta 1987, se desempeñó como vice primer ministro en el gobierno de coalición de Bülent Ecevit (1999-2002). Elegido en la provincia de Osmaniye,  ha sido diputado en la Gran Asamblea Nacional de Turquía desde el 22 de julio de 2007.

## Biografía
Nacido en el distrito rural de Bahçe en la provincia de Osmaniye, asistió a la escuela primaria allí. Se mudó a Estambul para seguir con su educación secundaria. Bahçeli recibió su educación superior en la academia científica de Ankhara y su doctorado de la Universidad Gazi de Ankara. Bahçeli se desempeñó como profesor de economía en la Universidad Gazi antes de entrar en la vida política en 1987.
En 1987, Devlet Bahçeli se convirtió en miembro de la junta del Partido de Acción Nacionalista (MHP). Tras la muerte el 5 de abril de 1997 del fundador y líder de la formación Alparslan Türkeş, se convirtió el 6 de julio de 1997 en el segundo presidente del MHP. De 1999 a 2002, Bahçeli se desempeñó como vice primer ministro en el gobierno de coalición presidido por Bülent Ecevit.
Actualmente es miembro de la Asamblea Nacional de Turquía. Entre el 2 y 7 de junio de 2023 se desempeñó como Presidente Encargado de la Asamblea Nacional, al ser el miembro de mayor edad de la Asamblea al inicio de la XXVIII Legislatura.